# Бокани
Бокани су насељено мјесто у општини Кнежево, Република Српска, БиХ. Према попису становништва из 1991. у насељу је живјело 466 становника.

## Становништво
По посљедњем службеном попису становништва из 1991. године, насељено мјесто Бокани имало је 466 становника.
| Националност | 1991.        | 1981. | 1971. |
| Срби         | 460 (98,71%) |       |       |
| Југословени  | 6 (1,29%)    |       |       |
| Укупно       | 466          | '     | '     |

| Демографија | Демографија | Демографија |
| Година      | Становника  | Становника  |
| ----------- | ----------- | ----------- |
| 1961.       | 497         |             |
| 1971.       | 705         |             |
| 1981.       | 602         |             |
| 1991.       | 485         |             |